# Gaspar Guerau de Montmajor
Gaspar Guerau de Montmajor, o de vegades Grau de Montmajor o llatinitzat com a Gravius (nascut el 1557 a Ontinyent - mort el 1600 a Alcalá de Henares) va ser mestre en arts (1578) i catedràtic d'oratòria a la Universitat de València (1579-1581), però va ser expulsat per la seva conducta insolent.
El 1585 aprofità les festes que oferí l'estudi general a Felip II de Castella a la Real per a venjar-se del claustre de professors amb la caricatura mordaç, Breu descripció dels mestres que varen anar a besar les mans de sa majestat, en estil de Jaume Roig. El 1586 fou tanmateix readmès a la Universitat però exclòs de nou el 1590. Es traslladà a Alcalá, on ensenyà retòrica. Deixà manuscrites diverses oracions llatines, i sembla que traduí al llatí, Lo llibre de consells de Jaume Roig. Va morir l'any 1600 a l'Alcalá de Henares.

## Biografia
Vá nàixer a Ontinyent l'any 1557. Ja en la seva pubertat se'n va cap a València, segons es desprèn de la seva sol·licitud al consell d'aquella capital perquè li eximira, per pobresa, del pagament de drets d'estudis del batxillerat en arts; tenia llavors tretze anys.
Sembla que va començar estudiar medicina, estudis que no va continuar .Bé prompte destaca com a docte i estudiós en tenir com a professors a Fra M Bartolomé Saló i M Bossulo. El 1577, als vint anys, va guanyar per oposició la regència de la contraclase d'Oratòria de la Universitat de València, i graduar-se com batxiller en Arts i Teologia. En 1579 i 1580 exerceix la càtedra primera de Retòrica o Oratòria, de la qual és desposseït el 1581 per dissencions amb els rectors i claustre. Va ser donat com a motiu per a aquesta destitució el caràcter independent de Grau, que no s'acoblava a les normes d'ensenyament que se li dictaven, però el motiu vertader va haver de ser un altre, ja que va arribar a estar pres uns dies en la masmorra de la Universitat.
Guerau (gravis en llatí té el sentit de «seriós») brillà al foc del sol i llança sagrats llamps de la seva boca. Era admirable en les paraules, sagrat en la boca, suprem en l'art, feliç en fortuna, poderós d'enginy. Donà coses altes, en portà de divines, en conquerí de resplendent.Gran súbtil,triomfant en la veu,el so, i els mots. Els «llamps de la seva boca» ben bé podrien al·ludir a la sàtira contra els seus col·legues, encara que també podrien ser una referència al seu caràcter inacund i brogós.
Posteriorment se li restitueix la càtedra de Retòrica (1583 o 1589?), amb l'obligació de certes lectures sobre Ciceró i Cèsar. El dia 12 de setembre de 1590 novament li lleven la cátedra. Al curs del 1592 ja es troba com a catedràtic de retòrica a la Universitat d'Alcalá d'Henares, on morí l'any 1600.
No hi ha dubte que la seva vàlua, enginy, rebel·lia i mordacitat, en van fer un promotor de noves idees universitàries que van apassionar els estudiants i van molestar profundament el claustre i autoritats; segurament això va ser el vertader motiu dels seus cessaments i rehabilitacions. La seva Breu descripció dels mestres que anaren a besar els mans de sa magesta del Rei Phelip és una sàtira graciosa que dona una idea del seu vertader caràcter, com ho mostra l'extret seguint: 
| « | Yo Mestre Grau a qui mes plau ser lo bochí del Rey Pasquí, e lo fiscal pera dir mal, vulch de man dit deixar escrit els besamans que els mestres vans han fet al Rey, perque en la lley, en que yo vixch, d'est modo em rixch, riurem de tot | i dir un mot del mes agut del corral brut de les Escoles de Beceroles, Gran nuvolada e cavalcada de cada trip al Rey Phelip ne fan viatge, que may passatge de areners viu passar lo riu que tant duràs. | » |
| — Guerau, introducció al Breu descripció dels mestres que anaren a besar les mans de sa majestat (1586) | | |   |

## Obres
- Breu descripció dels mestres que anaren a besar les mans a sa majestat del Rey Phelip, al real de la ciutat de València, el 8 de febrer l'any 1586, reedició a cura d'Antoni Furió, el 1999 a l'any de la commemoració dels cinc-cents aniversari de la fundació de la Universitat de València.[2]
- Oracions llatines, recitats a la Universitat valenciana
- Traducció en llatí de Lo llibre de consells de Jaume Roig.